# Chiesa di Santa Lucia (Nogaredo)
La chiesa di Santa Lucia è una chiesa cattolica situata a Santa Lucia, frazione di Nogaredo in provincia di Trento. È sussidiaria della parrocchiale di San Leonardo di Nogaredo e fa parte dell'arcidiocesi di Trento.

## Storia

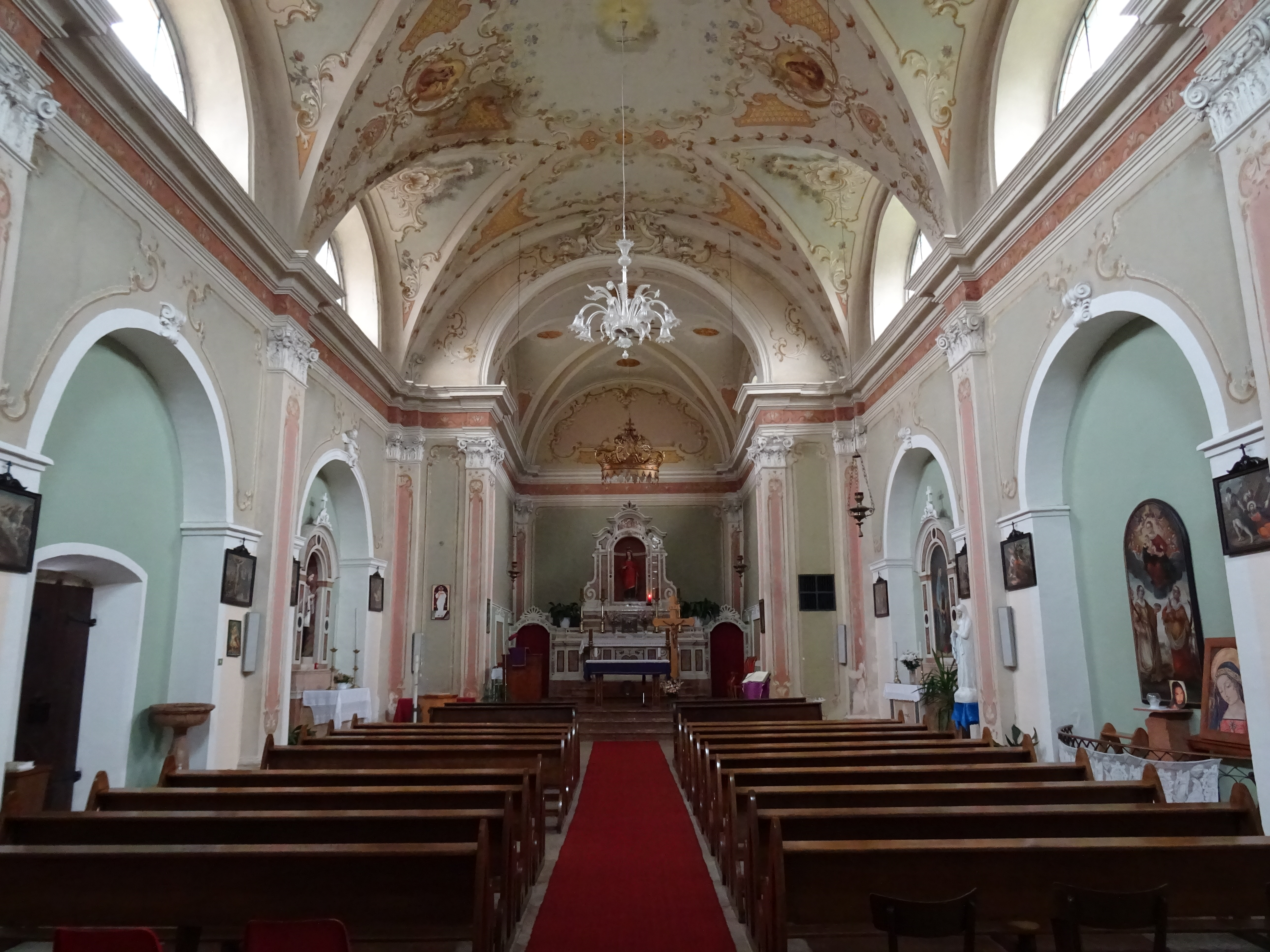
Interno

La storia più antica di questa chiesa è nebulosa. Gorfer, ne Le valli del Trentino (1977), afferma che la struttura sarebbe "ricordata già dal 1396", senza però circostanziare la cosa. Un edificio doveva comunque già esistere prima del 1608, quando si presume ci sia stata una riconsacrazione dell'altare maggiore in seguito a una ricostruzione della chiesa (la data è stata rinvenuta scolpita dentro il pozzetto reliquiario dell'altare); sulle pareti esterne del presbiterio sono presenti in effetti due arcate cieche, che sono rimanenze della struttura precedente. 
Tra il 1693 e il 1744 la chiesa venne ampliata significativamente, costruendo l'attuale navata e rialzando il presbiterio; nello stesso periodo è documentata la presenza di un eremita che custodiva la chiesa, tal fra' Giovanni Baldessarini. Nel 1754 Antonio Borghi eseguì le decorazioni in stucco dell'interno. 
Dall'Ottocento in poi si registrano diversi interventi di restauro e ristrutturazione: la facciata, danneggiata dal maltempo, venne parzialmente rifatta nel 1828; nel 1871 l'artigiano Giuseppe Leoni restaurò la copertura del presbiterio; nel 1880 la chiesa venne interamente ristrutturata, e anche l'annesso eremo venne ampliato e restaurato, grazie a una donazione di tal Teresa Bertagnolli de Zambotti, che fece anche fondere due campane per il campanile. Nel 1904 venne sostituito l'intonaco delle volte, che vennero anche decorate con un motivo a finto stucco da tal Giuseppe Barozzi. L'ultimo restauro complessivo della chiesa avvenne nel 2002-04, e andò ad interessare vetrate, pavimento, intonaci esterni, dipinti delle volte e anche l'impianto di riscaldamento.  
Nella chiesa, che al 1986 risultava soggetta alla parrocchiale di Santa Maria Assunta di Villa Lagarina, venne realizzato l'adeguamento liturgico intorno al 1970, con l'aggiunta di vari arredi mobili.

## Descrizione

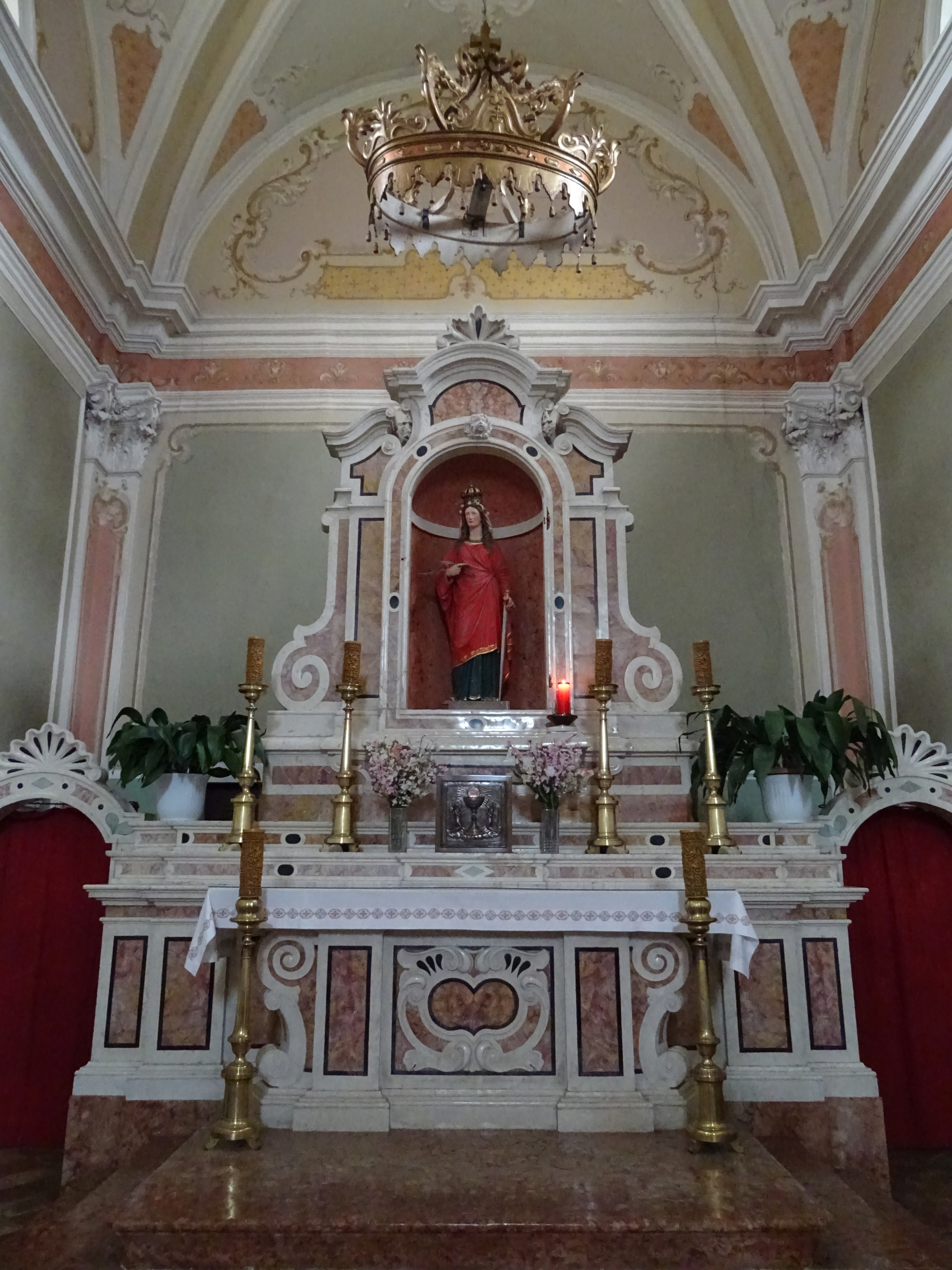
Altare maggiore

La chiesa, orientata verso ovest, si trova lungo via dei Tigli, nell'omonimo centro abitato di Santa Lucia, che è frazione di Nogaredo, ed è nato solo all'inizio del Novecento, molto dopo la chiesa stessa. Accanto ad essa sorge il cimitero, che è usato congiuntamente dalle comunità di Nogaredo (nel cui comune ricade) e Villa Lagarina. 
Lungo la strada che conduce alla chiesa, provenendo da Villa Lagarina, si trovano i capitelli con le stazioni di una via Crucis; questi vennero affrescati nel 1747 e, dopo essere stati deturpati dalle truppe francesi nel 1796, vennero riempiti nel 1800 con bassorilievi su pannelli in legno.

### Esterno
La chiesa si presenta con facciata a capanna, con due paraste lisce laterali su cui s'imposta il timpano triangolare con sfera e croce apicali. Il portale d'accesso è incorniciato da piedritti modanati e ribattuti e da un frontone curvilineo spezzato. Sopra al portale si apre una monofora a tutto sesto, con davanzale e cornice lapidea.
Le fiancate sono lisce, con tre finestre a lunetta su ogni lato e un portale d'accesso secondario sul lato sinistro. Il presbiterio è più stretto della navata ed è connesso, senza soluzione di continuità, ad un edificio ad uso civile: anch'esso è dotato di finestre a lunetta, una per lato, più piccole di quelle della navata, e sul lato sinistro è visibile un'arcata a tutto sesto tamponata.
Il campanile si erge sul fianco sinistro della chiesa, nell'angolo tra la navata e il presbiterio e parzialmente sovrapposto ad essi: è una torre a base quadrata, con feritoie sul fusto; sopra una cornice si trova la cella campanaria, con lesene angolari e monofore a tutto sesto su ogni lato. Il tetto è una bassa cuspide piramidale in lastre metalliche, con croce apicale.

### Interno

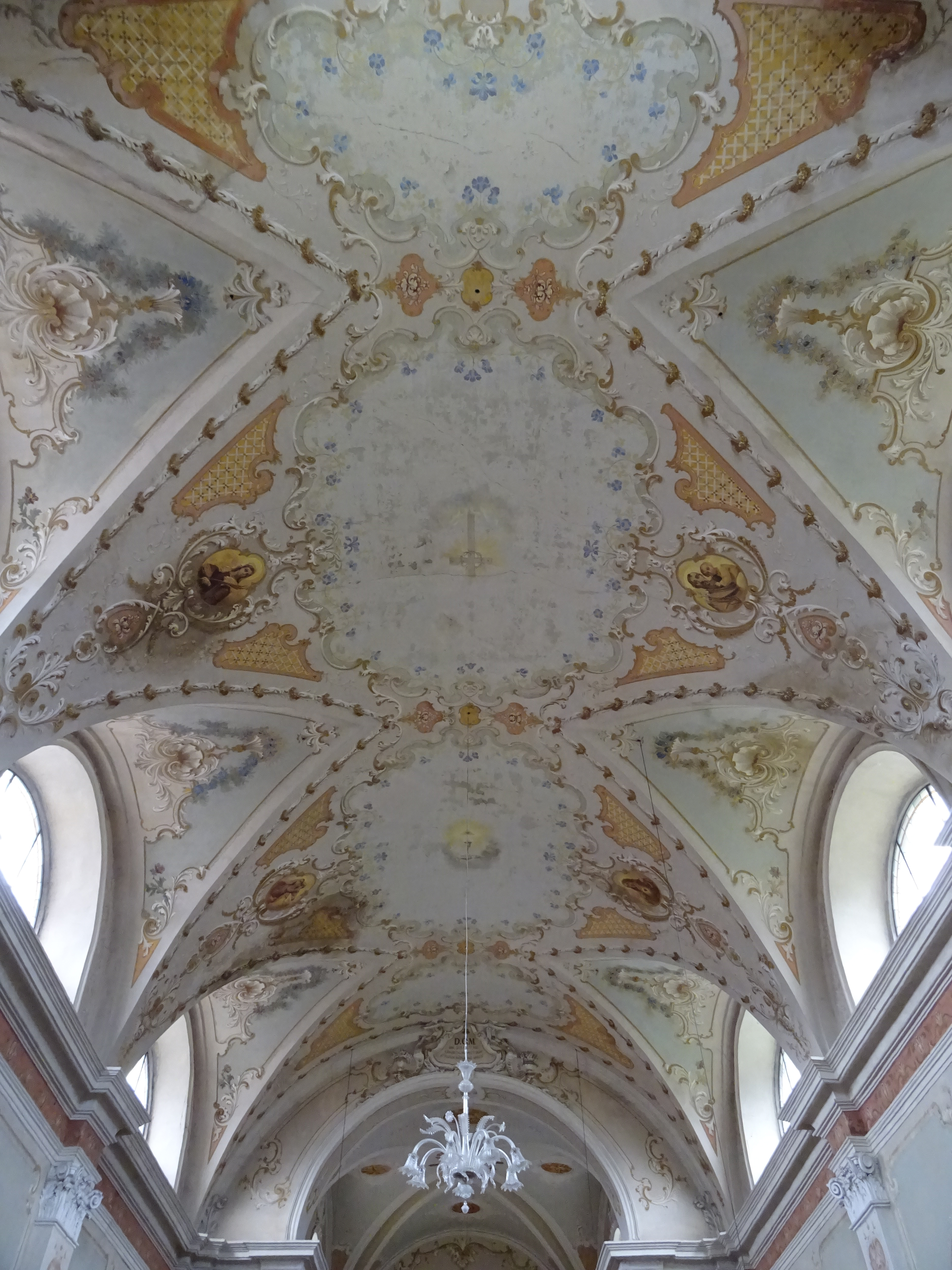
La volta della navata

L'interno è a navata unica, voltata a lunetta e pavimentata con lastre rettangolari di pietra calcarea chiara; è suddivisa in tre campate da paraste con capitelli compositi, raccordate da un cornicione corrente lungo tutto il perimetro dell'edificio. Paraste identiche sostengono l'arco santo, e anche negli angoli del presbiterio sono presenti due lesene con lo stesso stile.
Nelle pareti di ogni campata sono incassate nicche a tutto sesto, entro cui sono collocati i quattro altri laterali (prima e terza campata) e l'accesso secondario (seconda campata, a sinistra).
Il presbiterio, sopraelevato di tre gradini e pavimentato con quadrotte in cotto disposte diagonalmente, è anch'esso voltato a lunetta; sul fianco sinistro si trova un accesso alla sagrestia.
Sulle pareti e soprattutto sulle volte dell'interno è presente una ricca decorazione dipinta e in stucco, con motivi vegetali, cornici, specchiature e tondi figurati: in navata sono rappresentati santa Lucia, san Giuseppe con Gesù Bambino, la Madonna con Bambino e il Sacro Cuore di Gesù, mentre nel presbiterio vi sono immagini allegoriche.
L'altare verso il popolo è una mensa in legno con struttura portante in metallo, decorata da inserti lignei e da un bassorilievo metallico; l'ambone è un corpo in legno a tre fronti modanati, decorato da specchiature.